# La Vall (Alt Empordà)
La Vall – miejscowość w Hiszpanii, w Katalonii, w prowincji Girona, w comarce Alt Empordà, w gminie Llers.
Według danych INE z 2005 roku miejscowość zamieszkiwało 48 osób.